# Cycloramphus semipalmatus
Cycloramphus semipalmatus és una espècie de granota que viu al Brasil.